# إبراهيم باشا السلحدار
إبراهيم باشا السلحدار سياسي عثماني شغل منصب والي مصر منذ 1622 حتى 1623.